# フェアリー ロートダイン
ロートダイン
フェアリー ロートダイン
- 分類：複合ヘリコプター
- 製造者：フェアリー
- 運用者：イギリス
- 初飛行：1957年11月6日
- 生産数：1機
- 運用状況：退役

フェアリー ロートダイン（Fairey Rotodyne）は、イギリスの航空機メーカーであるフェアリー・アビエーションにより開発された複合ヘリコプター。世界最初のVTOL旅客機と銘打ってデビューしたが、垂直離着陸の為に航空機としてのペイロード、速度等で普通の旅客機に劣り、且つトン・マイルあたりの運航費がかさみ騒音や操縦の難しさもあり、野心作であったが結果的に旅客機市場に入り込めなかった。

## 構造
主翼に取り付けられた各エンジンはクラッチを介し、推進プロペラだけではなく機内のコンプレッサーにも接続されている。離陸時はエンジン出力の大半をコンプレッサーに回し、生み出した圧縮空気に燃料を混合、燃焼ガスをローター先端から噴射して回転させることで垂直離陸する。( アフターバーナー式・冷風チップジェット 、チップバーナー式 )
離陸後はエンジン出力を全て推進プロペラに回して前進し、主翼の揚力によって水平飛行を行う。水平飛行中、無動力となったローターはオートジャイロと同じく前方からの気流を受けて回転し、揚力を補助する。この方式によりヘリコプターより低燃費かつ高速を達成していた。
1957年に試作機が初飛行し、イギリス国民の大きな期待を集めたが、離着陸時の激しい騒音と、通常の旅客機に比して経済性に劣るという弱点、最終的には政治的な理由により、開発は打ち切られた。

## 仕様 (Y)

### 諸元
- 乗員： 2名
- 定員： 48名
- ローター直径: 27.4 m
- ローター回転面積: m2
- 全高：6.76 m
- 全長：17.9 m
- 空虚重量:
- 最大離陸重量: 17,000 kg
- 動力：
  - チップジェット, 4,453 N [1]× 4
  - en:Napier Elandターボプロップ, 2,800 hp (2,100 kW) × 2
- プロペラ: 推進式4翅 × 2
- 回転翼: 4翅　× 1

### 性能
- 巡航速度： 343 km/h
- 航続距離： 830 km
- 円盤荷重： 25kg/m2
- パワーウェイトレシオ（推進用プロペラ）： 280 W/kg